# Grigori Alexandrov
Pour les articles homonymes, voir Aleksandrov.
 (août 2025).
Si vous disposez d'ouvrages ou d'articles de référence ou si vous connaissez des sites web de qualité traitant du thème abordé ici, merci de compléter l'article en donnant les références utiles à sa vérifiabilité et en les liant à la section « Notes et références ».
Grigori Alexandrov, né Grigori Vassilievitch Mormonenko (en russe : Григорий Василевич Александров) le 23 janvier 1903 à Ekaterinbourg (Empire russe) et mort le 16 décembre 1983 à Moscou (fédération de Russie, à l'époque Union soviétique), est un réalisateur et scénariste russe.
Il fut nommé Artiste du peuple de l'URSS en 1948 et reçut deux fois le prix Lénine, en 1941 et en 1950.

## Biographie

### Enfance
Grigori Alexandrov naquit dans une famille de confiseur de l'Oural. Il commença à travailler à l'âge de dix ans. En 1912, il devient technicien à l'opéra d'Ekaterinbourg. Plus tard, il suit les cours du conservatoire de musique de la ville en classe de violon, dont il sort diplômé en 1917.

### Carrière
C'est en 1921, alors qu'il travaille au théâtre Proletcult (de la culture du prolétariat) de Moscou, qu'il rencontre Serge Eisenstein qui a vingt-trois ans. Des années de collaboration vont commencer : d'abord au théâtre et ensuite pour le cinéma muet. Alexandrov interprète le rôle de Guiliarovski dans Le cuirassé Potemkine en même temps qu'il assure le rôle d'assistant du réalisateur. Il collabore ensuite à Octobre, dix jours qui ébranlèrent le monde et à La Ligne générale.
Il traversa l'Atlantique avec lui pour rejoindre Hollywood au début des années 1930. Il se rendit aussi au Mexique pendant quinze mois pour un projet qui ne se réalisa pas mais dont il tira le film Que Viva Mexico ! en 1979 à partir des rushs tournés par Eisenstein, Tissé et Alexandrov en 1930, récupérés des archives hollywoodiennes par le Gosfilmofond russe en 1978.
Revenu en URSS en 1932, Alexandrov sous les ordres de Staline dirigea le film L'Internationale en 1933, et créa ensuite le premier film musical soviétique (après en avoir parlé à Staline et à Gorki) Joyeux Garçons en 1934, avec la participation de Lioubov Orlova et de Léonid Outiossov. Alexandrov épousera plus tard Lioubov Orlova, dont le premier mari, économiste, avait été arrêté en 1930. Elle sera son interprète principale pour des films à succès, comme Le Cirque, Volga Volga (1938), ou La Voie lumineuse.
En 1943, il prend la direction du Théâtre national d'acteur de cinéma fondé sur la décision du Conseil des commissaires du peuple.
Après la guerre, Alexandrov créa encore un nouveau film musical Le Printemps (1947) avec Lioubov Orlova, Nicolas Tcherkassov et Faïna Ranevskaïa. Plusieurs de ses intimes furent emprisonnés par Staline, mais celui-ci avait de l'admiration pour le couple Alexandrov-Orlova. Alexandrov trouva moins d'inspiration après la mort du Père des Peuples, et tourna des documentaires sur Lénine et la révolution, ainsi qu'un documentaire sur son épouse morte en 1975.

### Décorations et hommages
- Artiste du peuple de l'URSS : 1948
- prix Staline : 
  - 1941 : pour les films Le Cirque et Volga, Volga
  - 1950 : pour le film Rencontre sur l'Elbe
- Héros du travail socialiste : 1948)
- ordre de Lénine : 1939, 1950, 1973
- ordre de l'Amitié des peuples : 1983
- ordre du Drapeau rouge du Travail : 1953, 1963, 1967
- ordre de l'Étoile rouge : 1935
- En 1935 à l'occasion de l'anniversaire des quinze ans du cinéma soviétique, Alexandrov a été décoré de l'ordre de l'Étoile rouge, décoration théoriquement réservée aux seuls militaires[1].

### Décès
Il repose à côté de sa deuxième épouse Lioubov Orlova au cimetière de Novodevitchi, à Moscou.

## Filmographie partielle

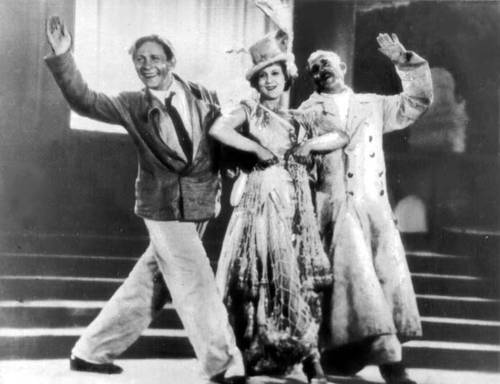
Lioubov Orlova dans Joyeux Garçons de Grigori Alexandrov.

### Comme réalisateur
- 1928 : Le Gaz empoisonné (Yadovityj gaz)
- 1928 : Octobre (Oktiabr) (coréalisé avec Sergei M. Eisenstein)
- 1929 : La Ligne générale (Staroïe i novoïe) (coréalisé avec Sergei M. Eisenstein)
- 1929 : Chagrins et joies d'une femme (Gore i radost zhenshchiny) (coréalisé avec Sergei M. Eisenstein)
- 1930 : Romance sentimentale (Sentimentalnyy romansy) (coréalisé avec Sergueï Eisenstein)
- 1932 : Le Plan quinquennal (Pyatiletnyy plan)
- 1932 : L'Internationale (Internatsional)
- 1934 : Joyeux Garçons - Premier Prix à la Mostra de Venise
- 1936 : Le Cirque (Цирк, Tsirk)
- 1938 : Défilé sportif (Fizkulturnyj parad)
- 1938 : Volga Volga (Volga - Volga)
- 1940 : La Voie lumineuse (Svetlyy put)
- 1941 : Recueil de films de guerre N° 4 (Boevoy kinosbornik N° 4)
- 1943 : Une même famille (Odna semya)
- 1944 : Les Marins de la Mer Caspienne (Kaspiytsy)
- 1947 : Le Printemps (Vesna)
- 1949 : Rencontre sur l'Elbe (Встреча на Эльбе)
- 1952 : Le Compositeur Glinka (Kompozitor Glinka)
- 1958 : Tchelovek tchelovekou
- 1965 : Lénine en Suisse (en russe : Ленин в Швейцарии) co-réalisé avec Dmitri Vassiliev
- 1974 : Skvorets i Lyra
- 1979 : Que Viva Mexico !

### Comme acteur
- 1923 : Le Journal de Gloumov